# Hispano-Suiza
Hispano Suiza, escrit sovint Hispano-Suiza, és una empresa d'automoció i enginyeria catalana que destacà en la producció d'automòbils de luxe i competició, així com motors d'aviació, durant el període anterior a la Segona Guerra Mundial. Fundada a Barcelona el 1904, l'empresa fou adquirida el 1946 per ENASA, empresa creada per l'Instituto Nacional de Industria espanyol (INI), i les seves instal·lacions de La Sagrera es destinaren a la fabricació dels camions Pegaso (vegeu Parc de la Pegaso). D'altra banda, la seva filial francesa fou adquirida per l'empresa aeronàutica Snecma el 1968.

## Història

### Antecedents
El 1898, el capità d'artilleria valencià Emilio de la Cuadra va endegar la producció d'automòbils elèctrics a Barcelona, amb el nom de La Cuadra. A París, de la Cuadra va conèixer el destacat enginyer suís Marc Birkigt i el va contractar per a treballar per a la seva empresa a Catalunya. De la Cuadra va construir el seu primer motor de benzina partint de dissenys de Birkigt. Cap a 1902, la propietat va passar a mans d'un dels seus creditors, José María Castro -associat amb el banquer vigatà Gironès- i es va convertir en la J. Castro en Comandita. Fábrica Hispano-Suiza de Automóviles, però aquesta empresa també va fer fallida, concretament el desembre de 1903. En aquell moment, un grup d'inversors encapçalats per Damià Mateu, Francesc Seix i el mateix Marc Birkigt, decidí de reflotar-la amb una forta inversió de capital.

### Fundació
Finalment, el 14 de juny de 1904 es fundà a Barcelona la  La Hispano Suiza Fábrica de Automóviles, S.A., dedicada a la fabricació d'automòbils i situada inicialment a l'antic emplaçament de l'extinta empresa J. Castro, als números 54 a 64 del carrer Floridablanca. Juntament amb Damià Mateu, l'impulsor de la nova firma fou Birkigt, qui en va assumir la direcció tècnica des del moment de la seva constitució. Aquell mateix any va sortir el primer Hispano-Suiza, el qual fou adquirit per un client argentí, i la nova marca es presentà en públic al Saló de l'Automòbil de París. El seu primer any de vida, l'empresa ja havia venut dos automòbils. El 1907 va llançar el primer cotxe de 6 cilindres fabricat a l'estat espanyol.

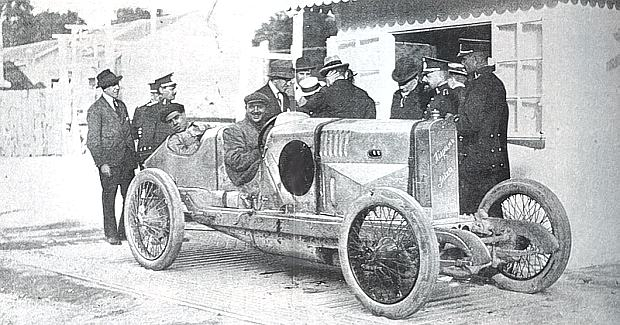
L'Hispano Suiza "Sardina" de 1908

El 1908 es trasllada la fàbrica a La Sagrera-Sant Andreu (a l'actual Parc de la Pegaso), on es fabrica el model conegut com a La Sardina. Aquell any, l'empresa ja exportà cotxes a Rússia i a Sud-amèrica. L'any 1910, el model Copa Catalunya guanya diverses competicions, com ara la d'Oostende. Hispano Suiza fou el primer fabricant català a produir cotxes de competició i ben aviat començà a aconseguir èxits internacionals, entre ells la victòria aquell mateix 1910 a la Coupe de l'Auto, la primera assolida per un cotxe de 4 cilindres a la cursa més important de l'època.
El rei d'Espanya Alfons XIII s'interessà pels Hispano Suiza i n'encomanà algun, convertint-se en client i accionista de la firma. El vehicle que se li va fabricar expressament era molt semblant al Copa Catalunya, però amb un motor més adaptat a l'ús civil. Aquest vehicle es coneixia popularment com a l'Alfons XIII (nom que se li posà després que Damià Mateu en demanés l'autorització a la casa reial espanyola). Amb els anys, altres personalitats com ara Ava Gardner o Picasso van adquirir també cotxes Hispano Suiza.
El 1909 es presentà al saló de París l'H6, el primer model amb servofrè. Això va fer trontollar les altres marques, entre elles General Motors i Rolls Royce, fins que en varen comprar la patent. Rolls Royce el seguí muntant fins al 1968. Amb un d'aquests H6, Alfons XIII guanyà la pujada a la Cuesta de las Perdices.

### La filial francesa

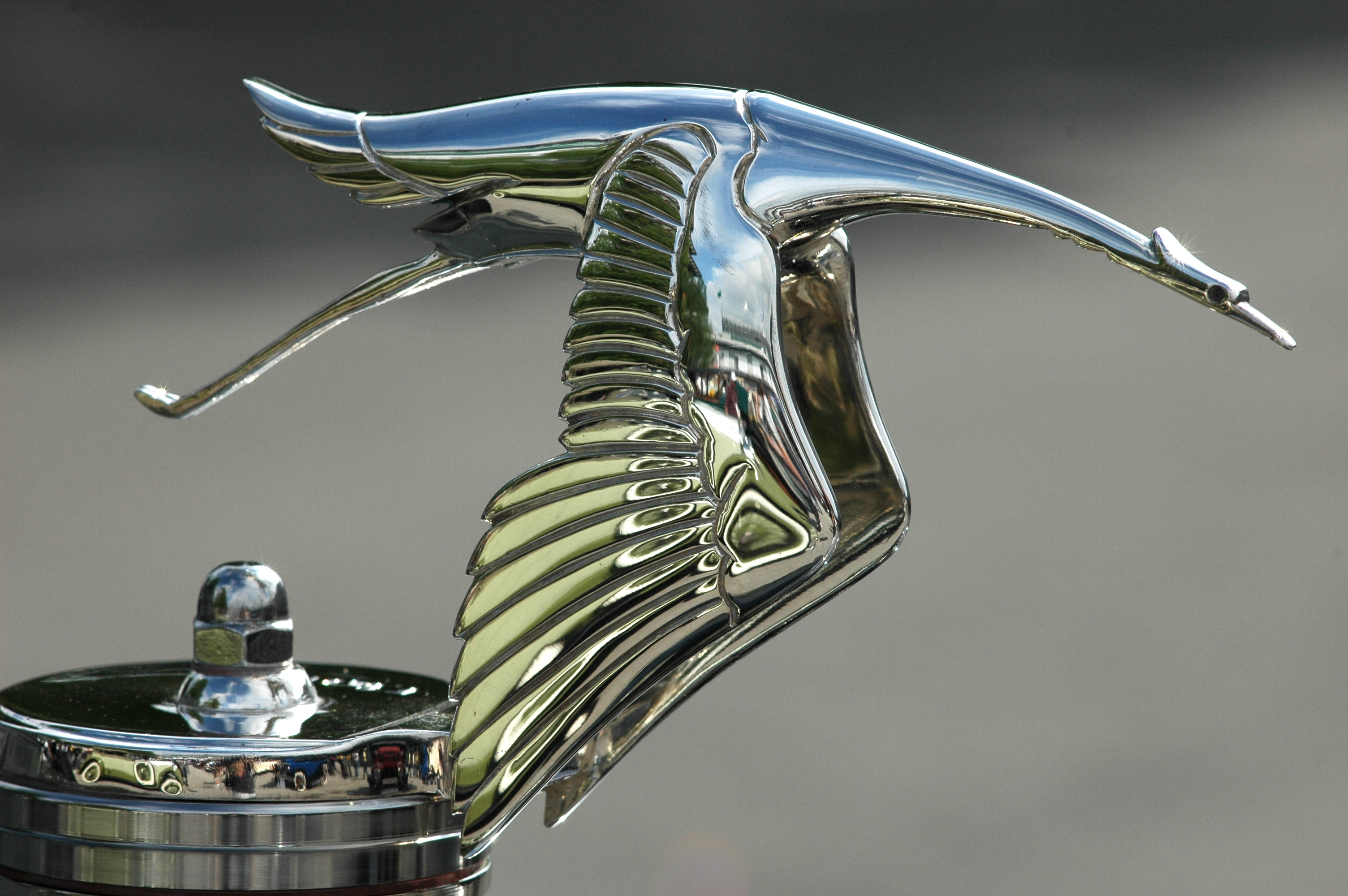
La cigonya, el símbol de la marca

El 1911 es crea a França la Société Française Hispano-Suiza, amb seu a Levallois-Perret. L'empresa catalana fugia així de la conflictivitat social existent a Barcelona a l'època i, a més a més, s'establia al cor de la indústria automobilística europea, alhora que amb aquesta filial podia atendre millor un mercat molt més receptiu als seus productes que no pas l'espanyol. D'ençà d'aleshores i fins a l'esclat de la Primera Guerra Mundial, Birkigt en persona preparà a Levallois els Hispano Suiza de competició, per bé que els desenvolupats a Barcelona seguiren en actiu fins al 1922.
El 1914, la seu francesa es va traslladar a Bois-Colombes amb el nom d'Hispano-Suiza. L'èxit dels seus sòlids motors d'aviació va aixecar les protestes dels fabricants francesos, els quals van exigir que els Hispano Suiza passessin una prova de 50 hores de funcionament seguit. L'empresa hi accedí, sempre però que els motors francesos també la passessin. Els motors francesos van rebentar al cap de 10 hores, mentre els Hispano Suiza van aguantar més de dos dies. Les comandes començaren a ploure.
En començar la Primera Guerra Mundial, el govern francès va obligar la fàbrica de Bois-Colombes a aturar la producció d'automòbils i a fabricar motors Gnome et Rhônne i altres de francesos, per tal d'abastir el nou cos d'aviació. Acabada la guerra, Hispano Suiza va adoptar el símbol de la cigonya en honor del capità francès Georges Guynemer, qui havia tingut un gran èxit i renom amb els motors de la marca.
El 1916, Hispano Suiza creà també una filial a Guadalajara (Castella - la Manxa), com passava sovint a l'època únicament per raons polítiques, empesa per un govern espanyol sempre amatent a intentar industrialitzar l'altiplà castellà. El 1918, l'empresa va inaugurar unes noves instal·lacions metal·lúrgiques a Ripoll, en col·laboració amb La Farga Casanova de Campdevànol.

### La República i el declivi

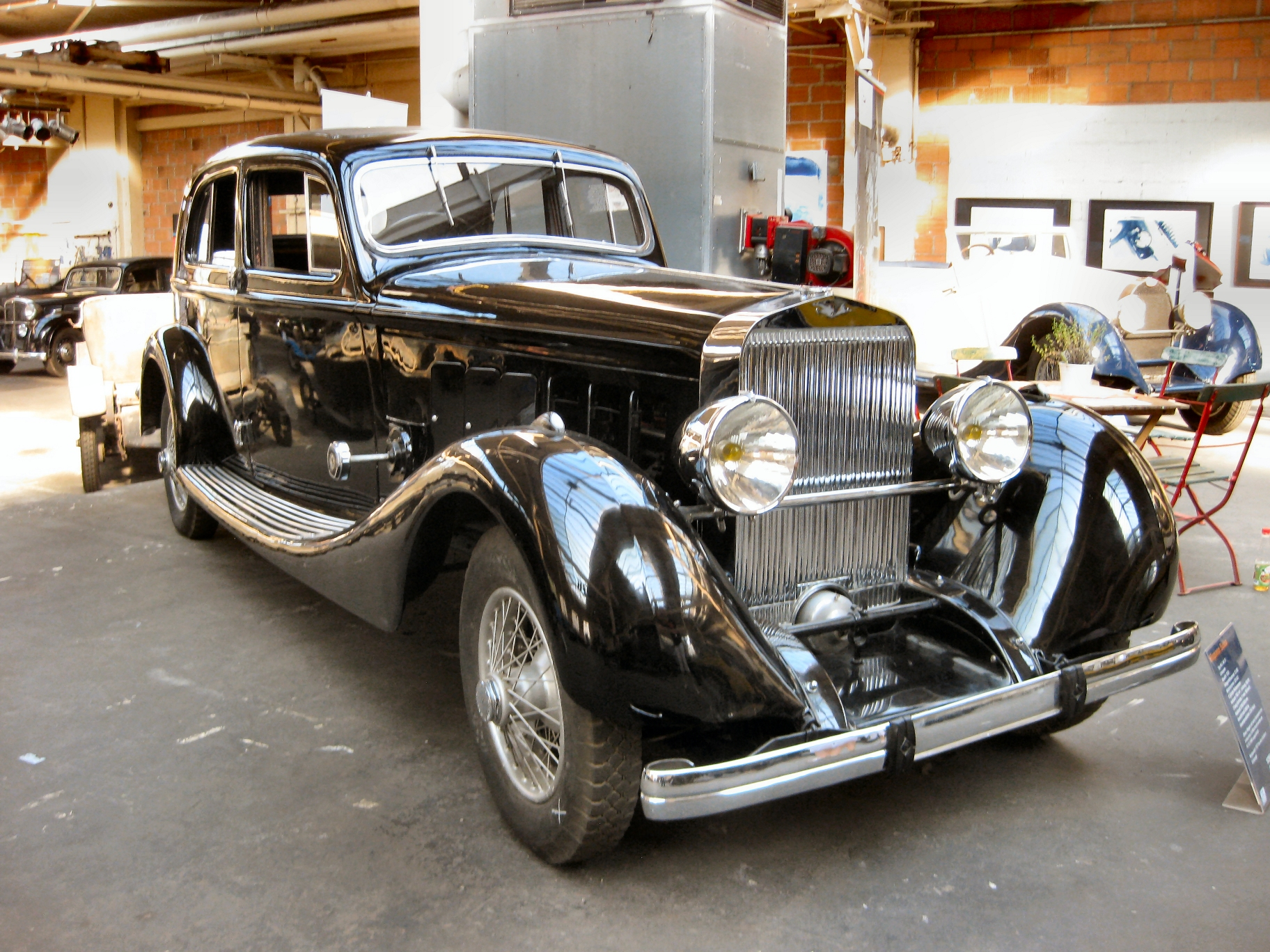
Hispano Suiza H.6C de 1933

Amb la proclamació de la Segona República Espanyola el 1931, Alfons XIII s'exilia i la Hispano Suiza, que fins al moment havia representat un signe de distinció, esdevé una mena de provocació. El 1933 es presenta el model J12 de 12 cilindres, amb gran acceleració i gens de soroll. El 7 de desembre de 1935 es mor Damià Mateu, fet que accelera el declivi de l'empresa començat el 1931. La presidència del consell d'administració de l'empresa passa aleshores a Miquel Mateu. Pocs mesos després esclata la Guerra Civil espanyola i la Generalitat de Catalunya col·lectivitza la fàbrica. Acabada la guerra, al 1939, Miquel Mateu recupera la presidència i és nomenat alcalde de Barcelona, era el premi a l'ajuda que els havia brindat durant la Guerra Civil, fins i tot des de la seva hidroelèctrica andorrana (FHASA), deixant a les fosques Barcelona. Però l'economia està en recessió i els cotxes són un producte de luxe amb poca sortida. Finalment, el 1946 l'INI adquireix la fàbrica de La Sagrera per a iniciar l'activitat de la nova marca ENASA, la qual hi comença a fabricar els camions Pegaso.

### Actualitat
Al Saló de l'automòbil de Ginebra del 2019 la marca de cotxes va presentar un innovador cotxe elèctric de luxe d'un valor d'entre 1,5 i 2,5 milions d'euros. Aquest cotxe té una potència de 1019 cavalls i té una velocitat limitada a 250 km/h. S'anomena Hispano-Suiza Carmen i se'n fabricaran 19 unitats, totes a Barcelona.
També va presentar una versió premium anomenada Hispano-Suiza Carmen Boulogne.

## Automòbils fabricats a Barcelona
Tot seguit s'exposen els vehicles automòbils terrestres fabricats a les fàbriques de Barcelona (tant a la del carrer Floridablanca com a la de La Sagrera).
| Any  | Model         | Cilindres | Cilindrada cm³ | Potència | Destinació                        |
| ---- | ------------- | --------- | -------------- | -------- | --------------------------------- |
| 1904 | 14/16 HP      | 4         | 2.402          |          | Automòbil                         |
| 1905 | 20 T          | 4         | 3.760          | 30 CV    | Xassís                            |
| 1906 | 40 HP         | 4         | 6.900          | 44 CV    | Xassís                            |
| 1907 | 60/80 HP      | 6         |                | 60CV     | Xassís                            |
| 1908 | 12/15HP       | 4         | 2.200          | 27CV     | Vehicle utilitari i econòmic      |
| 1909 | T. Cr         | 4         | 2.390          | 35 CV    | Primer vehicle de competició      |
| 1910 | T 45 HP       | 4         | 3.619          | 40 CV    | Prototip                          |
| 1910 | 45            | 4         | 3.619          | 40 CV    | Alfonso XIII                      |
| 1912 | T Cr          | 4         | 3.225          | 32 CV    | Voiturete                         |
| 1913 | 23            | 4         | 5.660          | 80 CV    | Xassís                            |
| 1913 | 32            | 4         |                | 135 CV   | Xassís                            |
| 1914 | 8 T           | 4         | 1.847          | 33 CV    | Vehicle popular                   |
| 1914 | 16 T          | 4         | 2.950          | 59 CV    | Arbre de lleves i vàlvules en cap |
| 1916 | T 30 "España" | 4         | 4.700          |          | Xassís òmnibus                    |
| 1924 | 48            | 4         | 2.500          | 47 CV    | Xassís                            |
| 1924 | 49            | 6         | 3.750          | 70 CV    | Xassís                            |
| 1926 | 204           | 4         | 6.840          | 70 CV    | Xassís                            |
| 1928 | 56            | 6         | 7.983          | 135 CV   | Copia de l'H 6 C francès          |
| 1929 | 64            | 6         | 4.580          | 70 CV    | Xassís                            |
|      | T 60          | 6         | 3.016          |          | Automòbils i camions              |
| 1941 | T 60 RLA      | 6         | 3.405          |          | Camionetes                        |

## Altres productes
A més d'automòbils i cotxes de competició, Hispano Suiza va fabricar vehicles de transport, motors d'aviació, avions i fins i tot canons. Entre les patents de Marc Birkigt, cal destacar justament les que feien referència a l'armament. Entre aquesta mena de productes, un dels més fabricats -fins i tot a la fàbrica de La Sagrera- era el canó 404 de 20 mm.

### Motors d'aviació

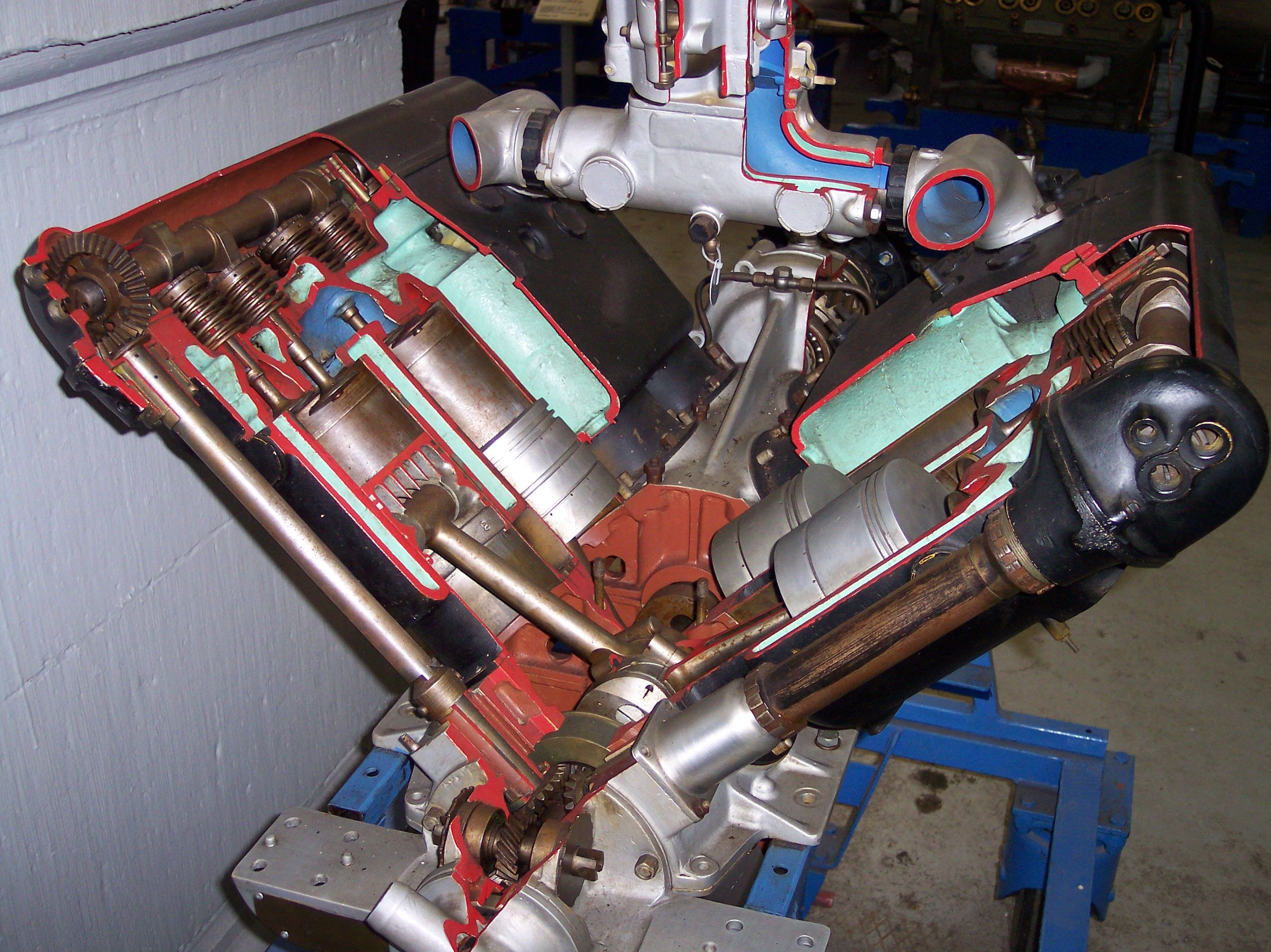
Secció d'un motor d'avió Hispano-Suiza tipus 8a

Un cop Marc Birkigt va haver tornat a Barcelona en començar la Primera Guerra Mundial, va rebre indicacions per part de la casa reial espanyola de fabricar un motor d'aviació, per tal d'igualar l'estat espanyol amb altres països. Birkigt estava convençut que el motor en estrella rotatiu (tot el motor girava junt amb l'hèlix, el cigonyal restava fix amb la bancada de l'avió per tal de millorar-ne la refrigeració), tan de moda en aquella època, havia arribat al seu màxim de potència i que no podria sobrepassar els 150 CV.
Dins dels motors d'aviació dissenyats i construïts a Hispano Suiza, destaca el tipus 8a, del qual en totes les seves variants i durant la Primera Guerra Mundial se'n varen construir cinquanta mil unitats, tant a la fàbrica de Bois-Colombe com a les de Wolseley Motors (Regne Unit), Arsenal Nacional (Rússia), Mitsubishi (Japó) i altres.
El 1914, les característiques tècniques d'aquest motor eren les següents: vuit cilindres en V de 90°, dos arbres de lleves en cap moguts per arbre rei, construït en aliatge d'alumini, diàmetre X carrera inicial 120 x 130 mm, i una cilindrada d'11,760 cm³ que a 1,900 rpm donava una potència de 140 CV. Això va evolucionar fins que el 1918 va quedar en 140 x 150 mm i 18,460 cm³, que a 2,100 rpm donava una potència de 300 CV.
El darrer motor dissenyat va ser el 89 12Z-17, un de dotze cilindres en V a 60°, quatre vàlvules per cilindre, mides 150 x 170 mm (36,050 cm³) i compressor que donava 1.300 CV a 2,650 rpm. Aquest motor l'equipava a l'avió de caça Hispano Aviación HA-1109-J1L/K1L.
Cal dir que a França els motors d'aviació hi van tenir més desenvolupament que a l'estat espanyol i que allà s'hi van continuar desenvolupant i fabricant molts més motors dels fabricats a l'estat espanyol, comptant els motors en estrella de llicència Wright (motors de fins a 18 cilindres en W i motors de 4 cilindres en línia) fins a acabar en reactors i components d'aviació en l'actualitat, en què l'empresa està integrada en el grup de construcció aeroespacial Safran.

### Avions

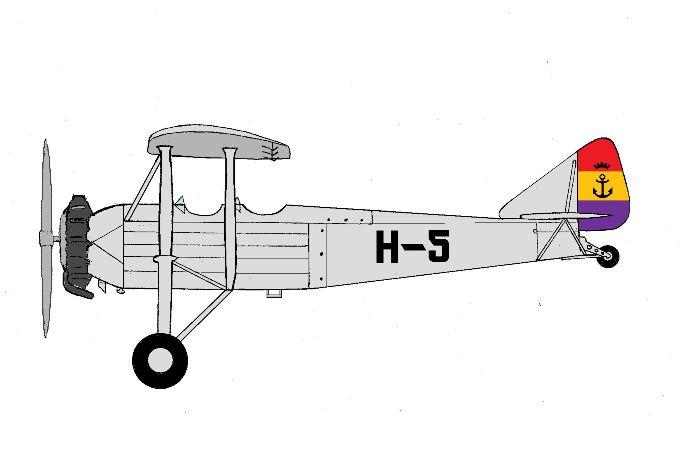
Hispano-Suiza E-30 de la Aeronáutica Naval

Alguns dels avions més destacats que fabricà l'empresa varen ser aquests:
- Hispano Barrón, 1919
- Hispano-Suiza E-30, 1930
- Hispano-Suiza E-34, 1935